# Myrospermum frutescens
Myrospermum frutescens är en ärtväxtart som beskrevs av Nikolaus Joseph von Jacquin. Myrospermum frutescens ingår i släktet Myrospermum och familjen ärtväxter. Inga underarter finns listade i Catalogue of Life.